# Grube Königsberger Gemarkung
Die Grube Königsberger Gemarkung war ein Bergbaubetrieb in Biebertal nahe dem Ortsteil Königsberg bei Gießen. Dort wurde ein ergiebiges Roteisensteinlager abgebaut.
Sie ist eines der Bergwerke im Lahn-Dill-Gebiet.

## Entstehung und Geschichte
Den ältesten urkundlichen Nachweis auf Königsberger Eisenerzabbau findet sich im Salbuch über das Amt Königsberg von 1569 in dem der Flurname „Eisenkauthe“ genannt wird.
Ab 1664 ist belegt das Königsberger Eisenerz auf dem Eisenhüttenwerk bei Biedenkopf (ab 1771 Ludwigshütte genannt) verschmolzen wurde. Durch den Einsatz des hochwertigen Königsberger Eisenerz erhöhte sich das Ausbringen des dortigen Hochofens von durchschnittlich 19 % auf 25 %.
Die Grube wurde in staatlicher Verwaltung und teilweiser Verpachtung mit Schächten und Strecken betrieben, hatte aber immer wieder Probleme mit Wassereinbrüchen und schlechter Bewetterung. Es wurde ein Erbstollen vom Hesselbachgraben südöstlich von Königsberg angesetzt der zur Wasserlösung dienen sollte. Eine Erzanalyse der Ludwigshütte im Jahre 1859 ergab einen maximalen Eisengehalt von 50,05 % bei einem Kieselsäuregehalt von nur 10,20 %.
Im Jahre 1857 erhielt die Grube eine Erzwäsche um die Transportkosten zu senken.
1862 kam es zu einem größeren Wassereinbruch durch den die Tiefbauanlagen ersoffen.
Ab dem Jahre 1869 kam das Bergwerk für die nächsten 66 Jahre in den Besitz der Bergbaugesellschaft Johann Jakob Jung, der den Grubenbetrieb wieder aufnahm. Der Schacht „Glückauf“ wurde auf das Niveau des Erbstollens abgeteuft, welcher im Jahre 1870 durch italienische Bergleute auch fertiggestellt wurde.
Die Förderung erreichte im Jahre 1873 eine Höhe von 2433 t, die durch 36 Bergleute erbracht wurde.
Ein erneuter Wassereinbruch im Jahre 1878 führte zum Ersaufen der drei Gesenke, wodurch ein Abbau nur noch oberhalb der Erbstollensohle durchgeführt werden konnte.
Ein 70 Meter tiefer Maschinenschacht mit einer Dampfmaschine zur Wasserlösung ermöglichte ab 1885 wieder den Abbau unter der Stollensohle der im Jahre 1890 eine Förderung von 5435 t Erz ermöglichte. 1891 wurde der Maschinenschacht um 30 Meter weiter abgeteuft und eine zweite Tiefbausohle errichtet. Abnehmender Erzgehalt zur Teufe hin und niedrige Erzpreise führten am 31. März 1893 zur Stilllegung des Bergwerks.
Der Verlauf des Ersten Weltkrieges zeigte, welche Bedeutung der inländischen Erzgewinnung zukommt. Aufgrund dieser Erfahrung erwarben die Mannesmannröhren-Werke mehrere Bergwerke, darunter auch die Grube Königsberger Gemarkung.
Die Wiedereröffnung der Grube am 1. April 1918 überraschte, da die Grube als erschöpft galt.
Der Maschinenschacht wurde 1919, in Anlehnung des damaligen Aufsichtsratsvorsitzenden Max Steinthal, in Steinthalschacht umbenannt und bis zur 100-Meter-Sohle aufgewältigt. Über Tage wurde das Maschinenhaus vergrößert, ein Dampfkessel und ein Druckluftkompressor installiert sowie das Zechenhaus, Werkstatt und Büro neu errichtet.
Bei Untersuchungsarbeiten des Lagers im Jahr 1920 fielen 2437 t Erz an was zur Errichtung einer 130- und 160-Meter-Sohle führte.
Durch die schwierigen und teuren Erztransporte zur Bahnverladestelle Bischoffen entschloss man sich 1925 die Tagesanlagen zu modernisieren und zu elektrifizieren.
Es wurde ein neuer Druckluftkompressor mit einer Leistung von 12 m³/min. installiert und der Hölzerne Förderturm durch eine Stahlkonstruktion ersetzt.
Eine neue Erzaufbereitungsanlage und eine 4,2 km lange Seilbahn bis zum Verladegleis der Biebertalbahn im Kehlbachtal erweiterten das Konzept genauso wie die neuen elektrischen Pumpen für die Wasserhaltung.
1924 wurde auf der 130-m-Sohle ein Kalkspatgang angefahren, der neben weiteren Sulfiderzen auch Quecksilbererz in Form von Zinnober (Cinnabarit) enthielt, das Vorkommen hatte jedoch keine wirtschaftliche Bedeutung.
Ab der Aufnahme der planmäßigen Förderung am 1. Juli 1926 bis einschließlich 1930 arbeitete die Grube mit gutem wirtschaftlichen Erfolg. Durch die folgende Weltwirtschaftskrise wurde die Grube abermals am 27. August 1931 stillgelegt, wobei die Wasserhaltung fortgeführt wurde.
Durch den Erzhunger der NS-Regierung konnte die Grube Königsberger Gemarkung am 9. Juni 1933 mit einer Belegschaft von 49 Mann die Förderung wieder aufnehmen. Ab 1934 wurde das Königsberger Erz auf der Sophienhütte verschmolzen.
Die höchste Jahresförderung in der Geschichte der Grube wurde 1940 mit 15.299 t Erz durch 43 Mann erbracht.
Die endgültige Erschöpfung der Grube zeichnete sich im Jahre 1942 schon ab und führte zur endgültigen Schließung im April 1949.